# Serrières-sur-Ain
Serrières-sur-Ain là một xã ở tỉnh Ain, vùng Auvergne-Rhône-Alpes thuộc miền đông nước Pháp.